# Maserati 4CL
O  4CL é o modelo da Maserati que disputou as temporadas de 1950 e 1951da Fórmula 1.Teve como pilotos Toni Branca,Philip Fotheringham-Parker,Joe Fry e Brian Shawe-Taylor.
1. ↑  https://www.statsf1.com/pt/maserati-4cl.aspx